# Neumann János elméleti díj
A Neumann János elméleti díj (John von Neumann Theory Prize) az Amerikai Operációkutatási Társaság (Institute for Operations Research and the Management Sciences) egyéni (esetleg csoportos) kitüntetése, jelentős közreműködésért az elméleti operációkutatásban, valamint tudományos menedzselésért.
A Neumann Jánosról elnevezett díjjal 5000 dollár és érem jár.
1975-ben a legelső díjat George B. Dantzig kapta a lineáris programozásban végzett munkájáért.

## A díjazottak
- 2022 Vijay Vazirani
- 2021 Alexander Shapiro
- 2020 Adrian Lewis
- 2019 Dimitris Bertsimas és Jong-Shi Pang
- 2018 Dimitri Bertsekas és John Tsitsiklis
- 2017 Donald Goldfarb és Jorge Nocedal
- 2016  Martin I. Reiman és Ruth J. Williams
- 2015 Vašek Chvátal és Jean Bernard Lasserre
- 2014 Nimrod Megiddo
- 2013 Michel Balinski
- 2012 George Nemhauser és Laurence Wolsey
- 2011 Gérard Cornuéjols
- 2010 Søren Asmussen és Peter W. Glynn
- 2009 Yurii Nesterov és Yinyu Ye
- 2008 Frank Kelly
- 2007 Arthur Veinott, Jr.
- 2006 Martin Grötschel,
 Lovász László
 Alexander Schrijver (a kombinatorikus optimalizálásban végzett úttörő munkáért)
- 2005 Robert Aumann (felismerésekért és alapvető hozzájárulásért a játékelméletben és a kapcsolódó területeken)
- 2004 J. Michael Harrison
- 2003 Arkadi Nemirovski
 Michael Todd
- 2002 Donald Iglehart
 Cyrus Derman
- 2001 Ward Whitt
- 2000 Ellis Johnson
 Manfred Padberg
- 1999 R. Tyrrell Rockafellar
- 1998 Fred Glover
- 1997 Peter Whittle
- 1996 Peter Fishburn
- 1995 Balas Egon (Egon Balas)
- 1994 Takács Lajos (Lajos Takacs)
- 1993 Robert Herman
- 1992 Alan Hoffman
 Philip Wolfe
- 1991 Richard Barlow
 Frank Proschan
- 1990 Richard Karp
- 1989 Harry Markowitz
- 1988 Herbert Simon
- 1987 Samuel Karlin
- 1986 Kenneth Arrow
- 1985 Jack Edmonds
- 1984 Ralph Gomory
- 1983 Herbert Scarf
- 1982 Abraham Charnes,
 William Cooper,
 Richard Duffin
- 1981 Lloyd Shapley
- 1980 David Gale,
 Harold Kuhn,
 Albert William Tucker
- 1979 David Blackwell
- 1978 John Forbes Nash
 Carlton Lemke
- 1977 Pollaczek Félix
- 1976 Richard Bellman
- 1975 George Dantzig